# Suc de Mongebrout
Le suc de Mongebrout est un sommet d'origine volcanique culminant à 769 m d'altitude dans le département français de la Haute-Loire.

## Géographie

### Situation
La montagne est située dans la commune de Salzuit, tandis que son versant sud-occidental appartient à la commune de Saint-Privat-du-Dragon.

### Géologie
Il s'agit d'un neck basaltique associé à une intrusion de brèche.

## Histoire
Une carrière présumée pour sarcophages est mentionnée, mais elle n'a pas été localisée.